# Преспански говор
Преспанският говор е български диалект от крайната югозападна група югозападни говори. Говори се в пограничните области на Република Северна Македония, Република Гърция и Република Албания – в района около Преспанското езеро. Диалектът се разделя на два подговора – горнопреспански (около град Ресен) и долнопреспански (в гръцката и албанската част на региона), които освен географски, се различават съществено и по някои от своите характеристики.
Македонската диалектология придава на посочените подговори статус на два отделни диалекта на т. нар. македонски език.

## Характерни особености
- Праславянското *tj застъпено:
  - предимно като шт – плèшти (плещи), гàшти (гащи)
  - в някои долнопреспански селища като шч – лèшча (леща)
  - в някои думи в горнопреспанския като к’ – срèк’а (среща), к’е (ще)
- Праславянското *dj застъпено:
  - предимно като жд – прèжда (прежда), вèжда (вежса)
  - в някои долнопреспански селища като ждж – вèжджа (вежда)
  - в някои думи в горнопреспанския като г’ – мèг’у (между)
- Застъпници на стб. ѫ са:
  - гласна ъ: зъ̀би, път, ръ̀ка
  - остатъци от назализми (ън, ъм) в долнопреспанския изговор на редица думи: йъ̀ндица (въдица), кръ̀нго (кръгът), зъ̀мби (зъби), тръ̀мба (тръба)
- При застъпването на стб. ѧ, освен обичайното за българските говори е, са срещат и:
  - остатъци от назализми (ен) в долнопреспанския изговор на някои думи: пèндесе (петдесет), грèнда (греда)
  - гласна ъ/йъ поради по-ранен преход между носовките ѧ⇒ѫ и ѩ⇒ѭ: йъ̀зик (език)
- Изговор на групата ръ / ър като ър: гъ̀рло (гърло), пъ̀рсти (пръсти)
- Изговор на групата лъ / ъл:
  - предимно като ъл: жълт, вълк
  - в някои долнопреспански селища като ъ: съ̀за (сълза), жът (жълт), жъ̀чка (жлъчка)
- По отношение на съгласните ф и х между двата подговора се наблюдават различия:

|   | горнопреспански                                                      | долнопреспански                                                                   |
| - | -------------------------------------------------------------------- | --------------------------------------------------------------------------------- |
| ф | изговор като в: вỳрна (фурна), сòвра (софра)                         | изговор като ф: фỳрна, сòфра                                                      |
| х | изговор като в, ф или изпадане: ỳво (ухо), глуф (глух), тỳла (тухла) | изговор като в, ф, а в някои краесловия като к, например бек (бях), нòсек (носех) |

- Наличие на тройно членуване, което в по-южните райони е по-рядко употребявано, за сметка на единичното членуване.

| член за           | горнопреспански    | долнопреспански                          |
| ----------------- | ------------------ | ---------------------------------------- |
| обща определеност | -от, -та, -то, -те | -о, -та, -то, -те                        |
| близост           | -оф, -ва, -во, -ве | -оф, -ва, -во, -ве (употребява се рядко) |
| отдалеченост      | -он, -на, -но, -не | -он, -на, -но, -не (употребява се рядко) |

- Изравняване основите на глаголите от I и II спрежение и наличие на окончание -т за 3 л. ед. ч. сег. време, при горнопреспанския подговор. Например:

|             | I спрежение     | II спрежение    |
| ----------- | --------------- | --------------- |
| 1 л. ед. ч. | сèча (сека)     | нòса (нося)     |
| 2 л. ед. ч. | сèчиш (сечеш)   | нòсиш (носиш)   |
| 3 л. ед. ч. | сèчит (сече)    | нòсит (носи)    |
| 1 л. мн. ч. | сèчиме (сечем)  | нòсиме (носим)  |
| 2 л. мн. ч. | сèчите (сечете) | нòсите (носите) |

- Окончанието -ови за множествено число, характерно за околните говори, често се изговаря като -ой: лèбови > лèбой (хлябове)
- В някои долнопреспански селища ударението пада предимно на първата сричка.